# Estación Copiapó
La Estación Copiapó es una exestación de trenes, parte del ferrocarril Caldera-Copiapó, ubicada en la ciudad chilena de Copiapó. Su estructura está compuesta principalmente de madera con tabiquería de cañas y barro y su estilo es una mezcla del neoclasicismo con el estilo colonial americano. En la actualidad solo recibe transportes de carga administrados por Ferronor.

## Historia
Con el objetivo de facilitar las faenas y el traslado del mineral, se puso en marcha el proyecto del Ferrocarril Caldera-Copiapó y sus ramales. La empresa liderada por William Wheelwright, reunió a un importante grupo de capitalistas chilenos como Agustín Edwards Ossandón y Candelaria Goyenechea. Además, contrató a técnicos e ingenieros extranjeros para iniciar la construcción del primer ferrocarril en territorio chileno y el tercero a nivel latinoamericano. 
En 1851 se realizó el primer viaje de la locomotora Copiapó, importada desde Inglaterra y en 1852, los rieles ya comunicaban la localidad costera de Caldera con Copiapó recorriendo una distancia de 81 kilómetros de desierto.
El edificio de la estación de ferrocarriles de Copiapó fue construido en 1854, 2 años después de la inauguración del primer servicio ferroviario chileno entre la ciudad y Caldera, el ferrocarril Caldera-Copiapó. Fue construido en madera con tabiquería de caña y barro, en un estilo colonial americano combinado con elementos neoclásicos. La estación destacó por su gran tamaño, pensado para guarecer a un tren completo en su interior. Junto a la estación se construyeron bodegas y casa para el personal que trabajaba en el ferrocarril.
Hasta 1914 la estación recibía solo trenes provenientes de localidades de la región, como Caldera, Chañarcillo y San Antonio. En ese año la estación comenzó a recibir viajes de la naciente Red Norte de Ferrocarriles del Estado, que se mantendría operativa hasta 1975. La estación de Copiapó recibió por última vez a un tren regular de pasajeros en 1978.
Durante el siglo XIX, la Estación de Trenes de Copiapó fue una de las más importantes del país en cuanto a flujo de materias primas y pasajeros. 
La estación fue declarada Monumento Nacional el 29 de octubre de 1981, y en 1982 fue restaurada para convertirse en un museo de sitio que funcionó hasta 1998.
Entre los años 2012 y 2013 se hicieron importantes obras de reparación dentro de la estación, eliminandose galpones y parte de las vías. En 2019 se realizó un recorrido turístico desde esta estación hasta Diego de Almagro. En la década de 2010 surgió la idea de implementar un servicio de tranvía dentro de la localidad.